# Gary Henderson (baseballedző)
Gary Henderson (Eugene, Oregon, 1961. február 3. –) amerikai baseballozó és baseballedző, 2022-től a Utah Utes vezetőedzője.

## Játékosként
A Linfield Wildcats és a San Diego State Aztecs dobójátékosa volt; összesített eredménye 19–5.

## Edzőként
1988-ban az Aztecs junior csapatának edzője, majd a Cal State Fullerton Titans, a Riverside City College Tigers, a Chapman Panthers és a Pepperdine Waves helyettese volt. 1995-ben a Florida Gators helyettesévé nevezték ki; miután 1996-ban (és később 1998-ban) kijutottak a College World Seriesre, a Collegiate Baseball magazin az év edzőhelyettesének választotta. 1999-ben az Oregon State Beavers munkatársa lett.
2003-ban a Kentucky Wildcats társ-vezetőedzője, 2008-ban pedig vezetőedzője lett. 2012-ben a Southeastern Conference az év edzőjének választotta. 2016. június 1-jén kiégésre hivatkozva lemondott, és a Mississippi State Bulldogs munkatársa lett. 2018 februárjában Andy Cannizaro lemondása miatt ideiglenesen vezetőedző lett. Miután kijutottak a College World Seriesre, a National Collegiate Baseball Writers Association és a Perfect Game USA az év edzőjének választotta.
2019. június 20-án a Utah Utes edzőhelyettese, majd Bill Kinneberg lemondását követően vezetőedzője lett.

## Eredményei vezetőedzőként
| Év                                                                         | Eredmény                                                                   | Eredmény                                                                   | Helyezés                                                                   | Továbbjutás                                                                |
| Év                                                                         | Összesített                                                                | Konferencia                                                                | Helyezés                                                                   | Továbbjutás                                                                |
| Chapman Panthers (Southern California Intercollegiate Athletic Conference) | Chapman Panthers (Southern California Intercollegiate Athletic Conference) | Chapman Panthers (Southern California Intercollegiate Athletic Conference) | Chapman Panthers (Southern California Intercollegiate Athletic Conference) | Chapman Panthers (Southern California Intercollegiate Athletic Conference) |
| -------------------------------------------------------------------------- | -------------------------------------------------------------------------- | -------------------------------------------------------------------------- | -------------------------------------------------------------------------- | -------------------------------------------------------------------------- |
| 1993                                                                       | 22–32                                                                      | –                                                                          | –                                                                          | –                                                                          |
| Chapman:                                                                   | 22–32 (.407)                                                               | –                                                                          | –                                                                          | –                                                                          |
| Kentucky Wildcats (Southeastern Conference)                                |                                                                            |                                                                            |                                                                            |                                                                            |
| 2009                                                                       | 28–26                                                                      | 12–18                                                                      | 5.                                                                         | –                                                                          |
| 2010                                                                       | 31–25                                                                      | 13–17                                                                      | 4.                                                                         |                                                                            |
| 2011                                                                       | 25–30                                                                      | 8–22                                                                       | 5.                                                                         | –                                                                          |
| 2012                                                                       | 45–18                                                                      | 18–12                                                                      | T-2.                                                                       | NCAA Regional                                                              |
| 2013                                                                       | 30–25                                                                      | 11–19                                                                      | 4.                                                                         | –                                                                          |
| 2014                                                                       | 37–25                                                                      | 14–16                                                                      | 4.                                                                         | NCAA Regional                                                              |
| 2015                                                                       | 30–25                                                                      | 14–15                                                                      | 4.                                                                         | –                                                                          |
| 2016                                                                       | 32–25                                                                      | 15–15                                                                      | 4.                                                                         | –                                                                          |
| Kentucky:                                                                  | 258–199 (.565)                                                             | 105–134 (.439)                                                             | –                                                                          | –                                                                          |
| Mississippi State Bulldogs (Southeastern Conference)                       |                                                                            |                                                                            |                                                                            |                                                                            |
| 39–26                                                                      | 15–15                                                                      | T–3.                                                                       | College World Series                                                       |                                                                            |
| Mississippi State:                                                         | 39–26 (.600)                                                               | 15–15 (.500)                                                               | –                                                                          | –                                                                          |
| Utah Utes (Pac 12 Conference)                                              |                                                                            |                                                                            |                                                                            |                                                                            |
| 2022                                                                       | 26–27–1                                                                    | 10–20                                                                      | 10.                                                                        | –                                                                          |
| 2023                                                                       | 22–32–1                                                                    | 9–20–1                                                                     | 11.                                                                        | –                                                                          |
| 2024                                                                       | 33–22                                                                      | 16–14                                                                      | 7.                                                                         | Pac-12 bajnokság                                                           |
| Utah Utes (Big 12 Conference)                                              |                                                                            |                                                                            |                                                                            |                                                                            |
| 2025                                                                       | 7–1                                                                        | 0–0                                                                        | –                                                                          | –                                                                          |
| Utah:                                                                      | 88–82–2 (.517)                                                             | 35–54–1 (.394)                                                             | –                                                                          | –                                                                          |
| Összesen:                                                                  | 407–339–2 (.545)                                                           | –                                                                          | –                                                                          | –                                                                          |

## Fordítás
- Ez a szócikk részben vagy egészben  a   Gary Henderson (baseball coach) című angol Wikipédia-szócikk ezen változatának fordításán alapul.  Az eredeti cikk szerkesztőit annak laptörténete sorolja fel. Ez a jelzés csupán a megfogalmazás eredetét és a szerzői jogokat jelzi, nem szolgál a cikkben szereplő információk forrásmegjelöléseként.